# Мустафаев, Вахид Фуад оглы
Вахид Фуад оглы Мустафаев (азерб. Vahid Fuad oğlu Mustafayev; род. 4 сентября 1968, Баку) — режиссёр, сценарист, оператор, журналист, бизнесмен. Младший брат Национального героя Азербайджана Чингиза Мустафаева. Бывший президент группы компаний ANS, основатель VMF Natural Frequencies.

## Биография
Вахид Мустафаев родился 4 сентября 1968 году в Баку в семье военнослужащего. Он начал свою творческую деятельность в молодом возрасте, присоединился к движению национального освобождения в Азербайджане в 80-х годах прошлого века, начал работать корреспондентом и издателем. В 1988 году, издал периодический журнал «РокОко», который считался «нелегальным изданием» из-за отсутствия официального разрешения.
Вахид Мустафаев поступил в Архитектурно — строительный институт (ранее Инженерно-строительный институт) в 1989 году, организовал неформальный Студенческий союз журналистов, который привлек ново-настроенных репортеров среди учащихся в различных университетах распространяющих журнал, который стал особенно популярным среди молодых людей. Он получил степень магистра и стал «Почетным выпускником» Азербайджанского университета архитектуры и строительства.
В 1990 году организовал «Молодежное Бюро» в первой независимой газете «Азербайджан» которая была издана народным поэтом и общественным деятелем Сабиром Рустамханлы в октябре 1989. А также являлся создателем журнала "Koroghlu investigation"и видео дополнения газеты.
Вахид Мустафаев стал первым военным репортером Азербайджана после развертывания войск Советской армии под лидерством Михаила Горбачева для подавления движения национального освобождения в январе 1990. Он — первый азербайджанский репортер во время Первой карабахской войны. С тех пор работает военным репортером в Карабахе, а также во многих горячих точках по всем мире, таких как Афганистан, Чечня, Босния, Ливан, Египет, Ливия и другие страны. Им подготовлены репортажи  и снято множество документальных фильмов о военных конфликтах.

### Создание «ANS»
В 1991 году Вахид Мустафаев вместе с братом Сейфуллой Мустафаевым создал первую независимую телекомпанию в СССР, которая позже стала крупной мультимедийной компанией и получила название «ANS». В начале 1992 года Вахид Мустафаев создал другое известное Информационное агентство «ANS PRESS», которое сыграла огромную роль в период информационной блокады страны, передавая правду об Азербайджане целому миру.
В 1993 году Вахид Мустафаев добился другого успеха, открыв первый радио-канал на Кавказе и Средней Азии, вещающей на волнах FM. Он назвал радио FM как «ANS ChM» в честь своего старшего брата, который был убит во время войны в Карабахе, телерепортера, Национального героя Азербайджана Чингиза Мустафаева.

### Творческая деятельность
В 90-е годы прошлого века Вахид Мустафаев начинает заниматься производством фильмов. На основе написанных им же сценариев, он создал такие фильмы как «Никто и ничто не забыт» (1992), «Землянка» (1993), «Карабах» (1994), «17 мгновений осени» (1995). За короткий срок Ваид Мустафаев приобретает большой кинематографический опыт. В 2006-м году он создает киностудию «Бакыфильм». Здесь начинают производиться различные сериалы и полнометражные фильмы. «Булагыстан» (2007), «Избранный» (2008), «Бой без правил» (2009) и др.
Ваид Мустафаев написал несколько произведений, отражающих современный период истории Азербайджана, в то время как он был в больнице после серьезной автокатастрофы в 2009. Год спустя он начал создавать эти картины и в качестве режиссера: художественный фильм «Память» и сериал, состоящий из 5 эпизодов (2010), художественный фильм «Ходжа» (2011) и сериал, состоящий из 5 эпизодов (2012), сериал «Агабековы», состоящий из 60 эпизодов (2012—2013), «Черный январь» художественный фильм и сериал, состоящий из 5 эпизодов (2015). Вахид Мустафаев — один из нескольких кинематографистов, представляющих азербайджанское кино на международной арене.
Его фильм «Ходжа» участвовал в международных кинофестивалях, таких как 35-й Каир (Египет, 2012), 31-й Fajr (Иран, 2013), и 43-й «Altun Portağal» (Турция, 2013) и добились хороших результатов. «Кровавый январь» является первым фильмом в истории азербайджанского кинематографа, участвующей в кинофестивалях на четырех континентах (Европа, Северная Америка, Южная Америка, Азия). Этот фильм участвовал на международных кинофестивалях, таких как 19-е «Черные Ночи» (Эстония, 2015), 39-й Монреаль (Канада, 2015), 39-й «Mostra» (Бразилия, 2015), 46-й «Гоа» (Индия, 2015), и 33-й «Fajr» (Иран, 2016) и получил различные премии. Эти фильмы, которые отражают исторические события, были переведены на различные языки, чтобы передать правду об Азербайджане всему миру.
В 2014 году Вахид Мустафаев создал студию «BALANS» — Национальную анимационную студию. За короткий промежуток времени, он как продюсер, сценарист и режиссера-постановщик смог создать интересные анимационные сериалы, такие как «Игра с овцами» (12 эпизодов), «Знай»(12 эпизодов), «Друзья» (8 эпизодов), и «Попутчик» (24 эпизода) для детей различных возрастов.
В 2014—2017 гг. Вахид Мустафаев написал слова 30 песням для детей и перевел на родной язык 160 детских песен, известные во всем мире. В 2017 году Вахид Мустафаев создал киностудию "QOBUFILM"в селе Гобу, которое является одним из самых старых поселений Абшеронского региона. Цель размещения этой киностудии, которая занимается выпуском полнофункциональных и короткометражных, художественных фильмов и документальных фильмов, в Гобу — служить для развития регионов Азербайджана, оснастить регион необходимым оборудованием для кинопроизводства, проводить тренинги и учебные программы любителям и профессионалам, жителям Гобу и в близлежащих районах.
Вахид Мустафаев также является автором нескольких успешных музыкальных проектов и является автором слов большого количества песен в стиле Рок. В 1987 он создал и вел арт-рок группу «Charli Atl», которая стала легендой aзербайджанского рока, и написал слова всех песен этой группы. Позднее Вахид Мустафаев создает еще два рок проекта: «Группы крови»(2010), «Мина Советски» становится руководителем и автором.
Вахид Мустафаев — также успешный предприниматель.

## VMF
Наряду с перечисленными выше медиа-организациями, он также является владельцем известных компаний, таких как VMF, ALLSTAR, и AZMAN. Эти компании являются дистрибьюторами в Азербайджане, ведущих мировых производителей часов и люксовых аксессуаров таких как Swatch, Tissot, Casio, Citizen, Seiko, Longines, Rado, Versace, Raymond Weil, Maurice Lacroix, Breguet, Blancpain и т. д., аудиовизуального оборудования ведущих производителей мира таких как Sony, Panasonic, Soundgraft, AKG, Sennheiser и т. д., авто-мото производителей таких как Harley Davidson, Piage Group (Azman) и других продуктов.
В 2017 году он, вместе со своим другом, издателем, композитором и поэтом Расимом Музаффарли, создает совместное предприятие OZANS. Целью данного предприятия является запустить ряд инновационных проектов для развития печатного производства.
В 2018 году Ваид Мустафаев, в маленькой деревушке под названием Гобу в 25 километрах от Баку, основал первую на Кавказе Фабрику Точных Механизмов под названием VMF, где с первых же дней началась работа над производством своей часовой марки. Часовую марку фабрика VMF создавала совместно с японской Citizen Watch Corporation. Все часы оснащались механизмами Мiyota от Citizen, что с первых дней производства гарантировало наивысшее мировое качество продукции. Целый год велась работа над идеей и ее дизайнерским воплощением, которое было плодом совместной работы Азербайджанских, Датских и Швейцарских дизайнеров. И наконец, в конце 2019 года первая коллекция часов была выставлена в престижном зале торжеств в Баку, а начале 2020 года коллекция была представлена в Royal Opera House Covent Garden в Лондоне.
Ваид Мустафаев назвал свою марку именем Фабрики VMF, сделав ставку на лаконичность и броскость звучания, одинаковую на всех языках, запоминаемость и восприятие, прекрасное отражение на циферблате и часовом механизме.

## Награды
Ваид Мустафаев — Спортсмен мирового класса. Не раз становился победителем страны по тайскому боевому искусству (Муай-Тай). Завоевывал медали, и возвышал флаг страны в Европе, и во всем мире. В 2005 году завоевал Чемпионский Пояс во время турнира в Бангкоке (столица Таиланда).
Был награжден 4 ноября 2008 года медалью «Прогресс» по указу Президента Азербайджанской Республики (№ 25) за заслуги в развитии телевидения в Азербайджане.
Золотая медаль «Гейдар Алиев» Фонда поддержки политики тюркоязычных государств (2013).